# Каарле Виикате
Каарле Виикате (фин. Kaarle Viikate; настоящее имя — Калле Виртанен, фин. Kalle Virtanen; род. 27 мая 1975,  Коувола, Финляндия) — финский рок-музыкант и поэт, лидер группы Viikate и автор большинства её песен. Также сотрудничал с группами Kotiteollisuus и Stam1na.
Является ведущим программы Rokit kokit. С 2010 года совместно с репортёром Эрно Кулмала ведёт на радио YleX программу «Kaarle ja Erno raskaana» о тяжёлой рок-музыке.

## Дискография

### Kotiteollisuus
- Sotakoira (2008)
  - Игра на гитаре в композициях «Vaasankin veri vapisee» и «Kuolla elävänä», бэк-вокал в композициях «Musti sotakoira», «Pissaa ja paskaa» и «Onnellinen perhe»

### Stam1na
- Uudet kymmenen käskyä (2006)
  - Речитатив в композиции «Viisi laukausta päähän», участие в видеоклипе «Edessäni»
- Raja (2009)
  - Участие в видеоклипе «Lääke»